# Димитрије Ан. Карађорђевић
Димитрије Карађорђевић (Лондон, 21. април 1965) је најмлађи син краљевића Андреја Карађорђевића и његове друге супруге принцезе Кире Мелите од Лајнингена. Према титулатури из Породичног правилника за чланове Краљевског дома Краљевине Југославије, имао би титулу кнеза од Југославије.
Налази се на 10. месту у поретку наслеђивања српског и југословенског трона.

## Родитељи
| Фотографија | Грб | Име и презиме             | Животни век |
| ----------- | --- | ------------------------- | ----------- |
|             |     | Андреј Карађорђевић       | 1929—1990   |
|             |     | Кира Мелита од Лајнингена | 1930—2005   |